# 步離可汗
步離可汗，佗缽可汗所分封的西方小可汗。
《北史》記載步離可汗爲佗缽可汗之弟、伊利可汗之子褥但，而《隋書》則稱步離可汗是褥但之子。薛宗正認爲，步離可汗與室點密爲同一人。